# Saison 2015 de l'équipe cycliste Cofidis
La saison 2015 de l'équipe cycliste Cofidis est la dix-neuvième de cette équipe.

## Préparation de la saison 2015

### Arrivées et départs
| Arrivées            | Équipe 2014                 |
| ------------------- | --------------------------- |
| Jonas Ahlstrand     | Giant-Shimano               |
| Nacer Bouhanni      | FDJ.fr                      |
| Steve Chainel       | AG2R La Mondiale            |
| Loïc Chetout        | GSC Blagnac Vélo Sport 31   |
| Dominique Rollin    |                             |
| Stéphane Rossetto   | BigMat-Auber 93             |
| Geoffrey Soupe      | FDJ.fr                      |
| Anthony Turgis      | CC Nogent-sur-Oise          |
| Michael Van Staeyen | Topsport Vlaanderen-Baloise |
| Kenneth Vanbilsen   | Topsport Vlaanderen-Baloise |

| Départs             | Équipe 2015               |
| ------------------- | ------------------------- |
| Jérémy Bescond      | Charvieu-Chavagneux Isère |
| Edwig Cammaerts     | Veranclassic-Ekoï         |
| Jérôme Coppel       | IAM                       |
| Julien Fouchard     |                           |
| Egoitz García       | Murias Taldea             |
| Christophe Le Mével | retraite                  |
| Romain Lemarchand   | Cult Energy               |
| Guillaume Levarlet  | Auber 93                  |
| Stéphane Poulhiès   | Occitane CF               |
| Rein Taaramäe       | Astana                    |

## Déroulement de la saison

### Tour de France
L'équipe Cofidis se rend au Tour de France avec Nacer Bouhanni, Nicolas Edet, Christophe Laporte, Luis Ángel Maté, Daniel Navarro, Florian Sénéchal, Julien Simon, Geoffrey Soupe et Kenneth Vanbilsen. Avec une moyenne d'âge de 26 ans, il s'agit de l'équipe la plus jeune de cette édition.

## Coureurs et encadrement technique

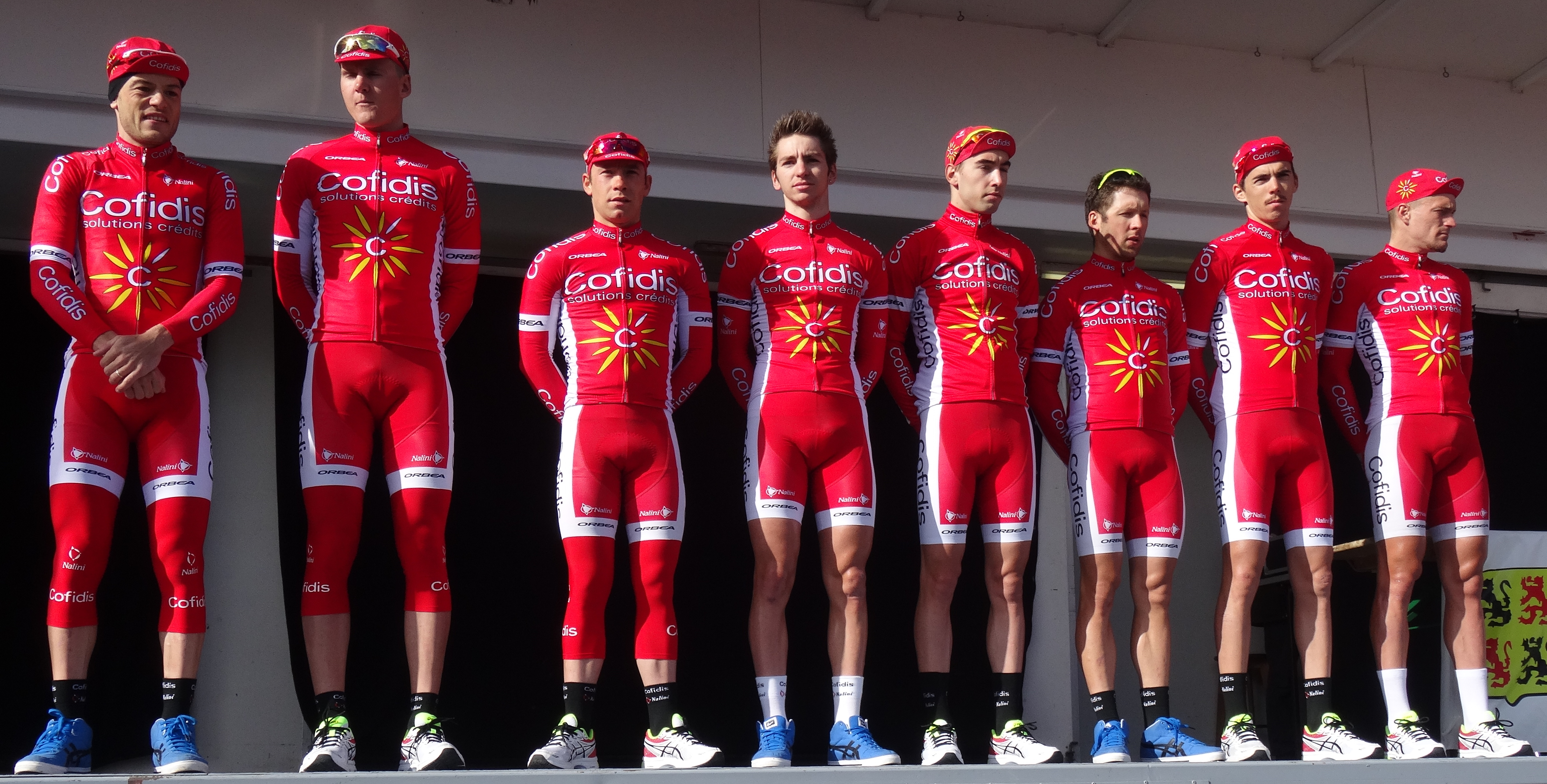
L'équipe lors du départ du Samyn 2015 à Quaregnon.

### Effectif
| Cycliste             | Date de naissance | Nationalité | Équipe 2014                 |  |
| -------------------- | ----------------- | ----------- | --------------------------- |  |
| Jonas Ahlstrand      | 16 février 1990   | Suède       | Giant-Shimano               |  |
| Yoann Bagot          | 6 septembre 1987  | France      | Cofidis                     |  |
| Nacer Bouhanni       | 25 juillet 1990   | France      | FDJ.fr                      |  |
| Steve Chainel        | 6 septembre 1983  | France      | AG2R La Mondiale            |  |
| Loïc Chetout         | 23 septembre 1992 | France      | GSC Blagnac Vélo Sport 31   |  |
| Nicolas Edet         | 2 décembre 1987   | France      | Cofidis                     |  |
| Romain Hardy         | 24 août 1988      | France      | Cofidis                     |  |
| Gert Jõeäär          | 9 juillet 1987    | Estonie     | Cofidis                     |  |
| Christophe Laporte   | 11 décembre 1992  | France      | Cofidis                     |  |
| Cyril Lemoine        | 3 mars 1983       | France      | Cofidis                     |  |
| Luis Ángel Maté      | 23 mars 1984      | Espagne     | Cofidis                     |  |
| Rudy Molard          | 17 septembre 1989 | France      | Cofidis                     |  |
| Daniel Navarro       | 18 juillet 1983   | Espagne     | Cofidis                     |  |
| Adrien Petit         | 26 septembre 1990 | France      | Cofidis                     |  |
| Dominique Rollin     | 29 octobre 1982   | Canada      |                             |  |
| Stéphane Rossetto    | 6 avril 1987      | France      | BigMat-Auber 93             |  |
| Florian Sénéchal     | 10 juillet 1993   | France      | Cofidis                     |  |
| Julien Simon         | 4 octobre 1985    | France      | Cofidis                     |  |
| Geoffrey Soupe       | 22 mars 1988      | France      | FDJ.fr                      |  |
| Anthony Turgis       | 16 avril 1994     | France      | CC Nogent-sur-Oise          |  |
| Michael Van Staeyen  | 13 août 1988      | Belgique    | Topsport Vlaanderen-Baloise |  |
| Kenneth Vanbilsen    | 1er juin 1990     | Belgique    | Topsport Vlaanderen-Baloise |  |
| Clément Venturini    | 16 octobre 1993   | France      | Cofidis                     |  |
| Louis Verhelst       | 28 août 1990      | Belgique    | Cofidis                     |  |
| Romain Zingle        | 29 novembre 1987  | Belgique    | Cofidis                     |  |
| Stagiaire            | Date de naissance | Nationalité | Équipe 2015                 |  |
| Rayane Bouhanni      | 24 février 1996   | France      | AWT-Greenway                |  |
| Hugo Hofstetter      | 13 février 1994   | France      | CC Étupes                   |  |
| Xabier San Sebastián | 13 novembre 1995  | Espagne     | Fundación Euskadi-EDP       |  |

Portraits
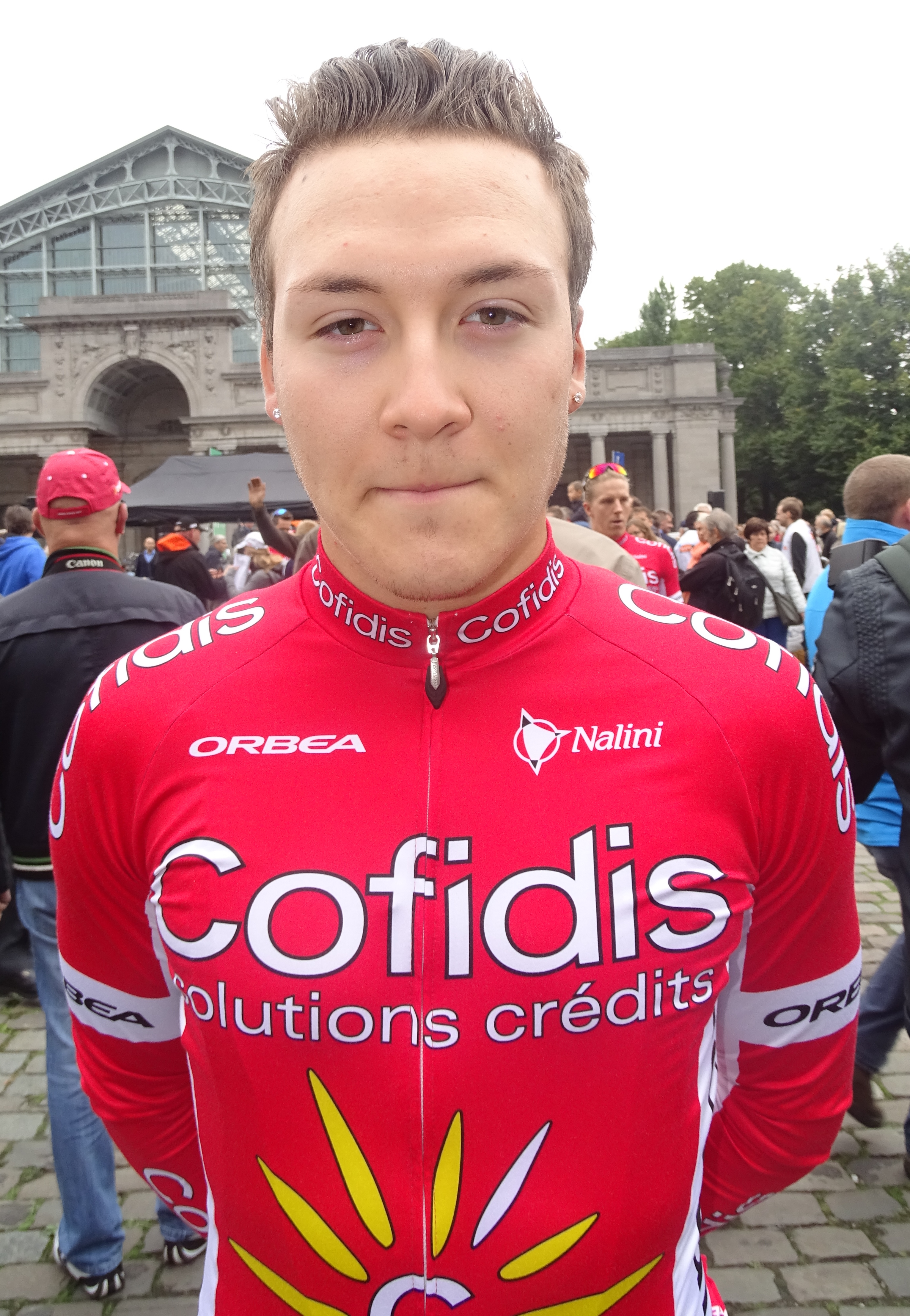
Hugo Hofstetter.
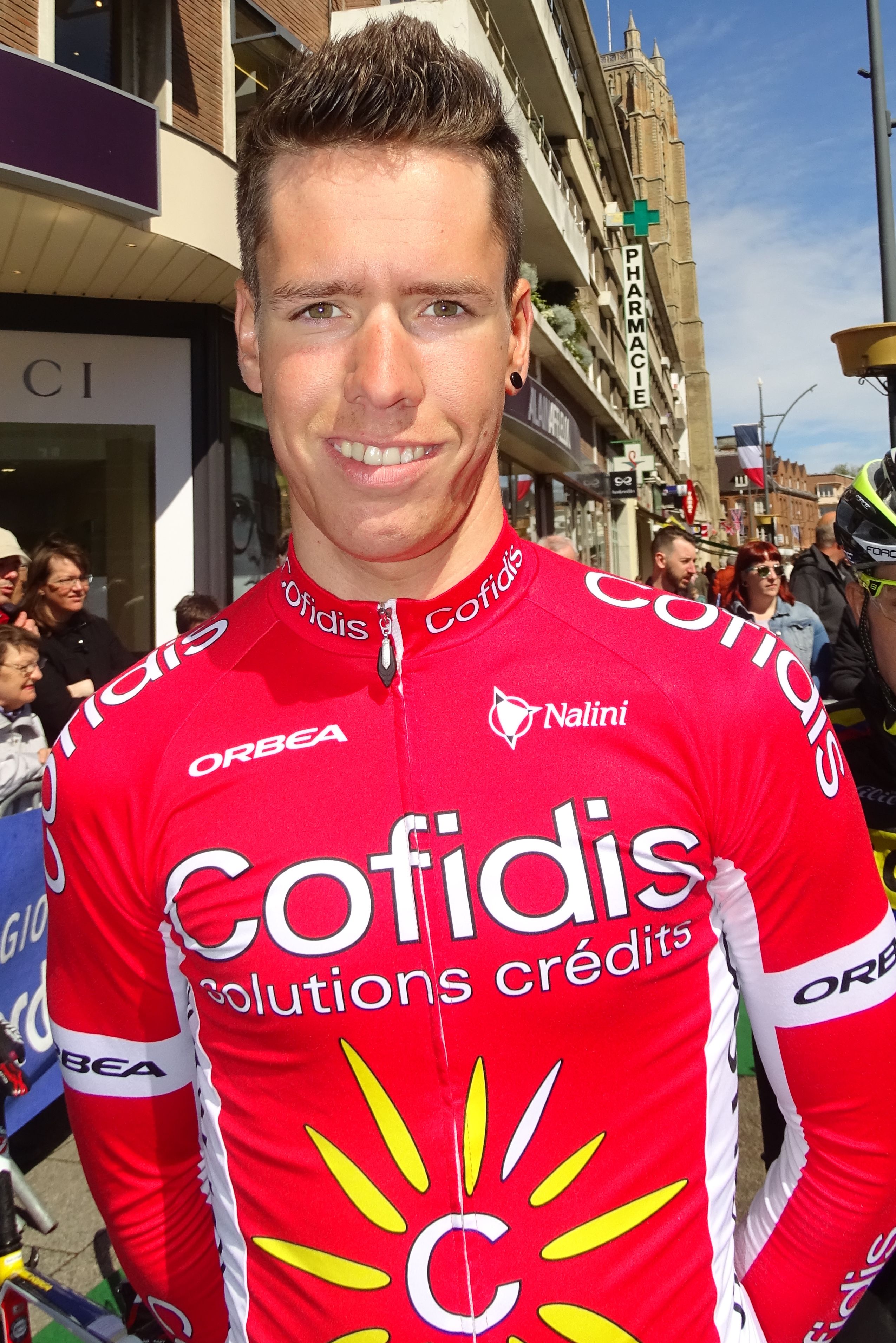
Kenneth Vanbilsen.

## Bilan de la saison

### Victoires

#### Sur route
| Date       | Course                                       | Pays       | Classe | Vainqueur          |
| ---------- | -------------------------------------------- | ---------- | ------ | ------------------ |
| 07/04/2015 | 1re étape du Circuit de la Sarthe            | France     | 2.1    | Nacer Bouhanni     |
| 10/04/2015 | 5e étape du Circuit de la Sarthe             | France     | 2.1    | Nacer Bouhanni     |
| 16/04/2015 | Grand Prix de Denain                         | France     | 1.1    | Nacer Bouhanni     |
| 07/05/2015 | 2e étape des Quatre Jours de Dunkerque       | France     | 2.HC   | Jonas Ahlstrand    |
| 03/06/2015 | Prologue du Tour de Luxembourg               | Luxembourg | 2.HC   | Adrien Petit       |
| 06/06/2015 | 2e étape des Boucles de la Mayenne           | France     | 2.1    | Anthony Turgis     |
| 07/06/2015 | Classement général des Boucles de la Mayenne | France     | 2.1    | Anthony Turgis     |
| 08/06/2015 | 2e étape du Critérium du Dauphiné            | France     | WT     | Nacer Bouhanni     |
| 10/06/2015 | 4e étape du Critérium du Dauphiné            | France     | WT     | Nacer Bouhanni     |
| 24/06/2015 | Halle-Ingooigem                              | Belgique   | 1.1    | Nacer Bouhanni     |
| 25/06/2015 | Championnat d'Estonie du contre-la-montre    | Estonie    | CN     | Gert Jõeäär        |
| 28/06/2015 | Championnat d'Estonie sur route              | Estonie    | CN     | Gert Jõeäär        |
| 31/07/2015 | Circuit de Getxo                             | Espagne    | 1.1    | Nacer Bouhanni     |
| 12/08/2015 | 1re étape du Tour de l'Ain                   | France     | 2.1    | Nacer Bouhanni     |
| 13/08/2015 | 2e étape du Tour de l'Ain                    | France     | 2.1    | Nacer Bouhanni     |
| 20/08/2015 | 3e étape du Tour du Limousin                 | France     | 2.1    | Rudy Molard        |
| 20/09/2015 | Grand Prix d'Isbergues                       | France     | 1.1    | Nacer Bouhanni     |
| 04/10/2015 | 4e étape de l'Eurométropole Tour             | Belgique   | 2.1    | Jonas Ahlstrand    |
| 04/10/2015 | Tour de Vendée                               | France     | 1.1    | Christophe Laporte |
| 13/10/2015 | Prix national de clôture                     | Belgique   | 1.1    | Nacer Bouhanni     |

#### En cyclo-cross
| Date       | Course                                              | Pays   | Classe | Vainqueur         |
| ---------- | --------------------------------------------------- | ------ | ------ | ----------------- |
| 04/10/2015 | EKZ CrossTour#2, Dielsdorf                          | Suisse | C1     | Clément Venturini |
| 11/10/2015 | Coupe de France de cyclo-cross 2015 #1, Albi        | France | C2     | Clément Venturini |
| 25/10/2015 | 54. Internationales Radquer, Steinmaur              | Suisse | C2     | Clément Venturini |
| 01/11/2015 | Cyclo-cross International de Marle , Marle          | France | C2     | Clément Venturini |
| 15/11/2015 | Coupe de France de cyclo-cross 2015 #2, Quelneuc    | France | C2     | Clément Venturini |
| 21/11/2015 | Cyclo-cross International de Pierric , Pierric      | France | C2     | Clément Venturini |
| 22/11/2015 | Val d'Ille Intermarché Cyclo-cross Tour, La Mézière | France | C2     | Clément Venturini |
| 30/12/2015 | Coupe de France de cyclo-cross #3, Flamanville      | France | C2     | Clément Venturini |

Podiums
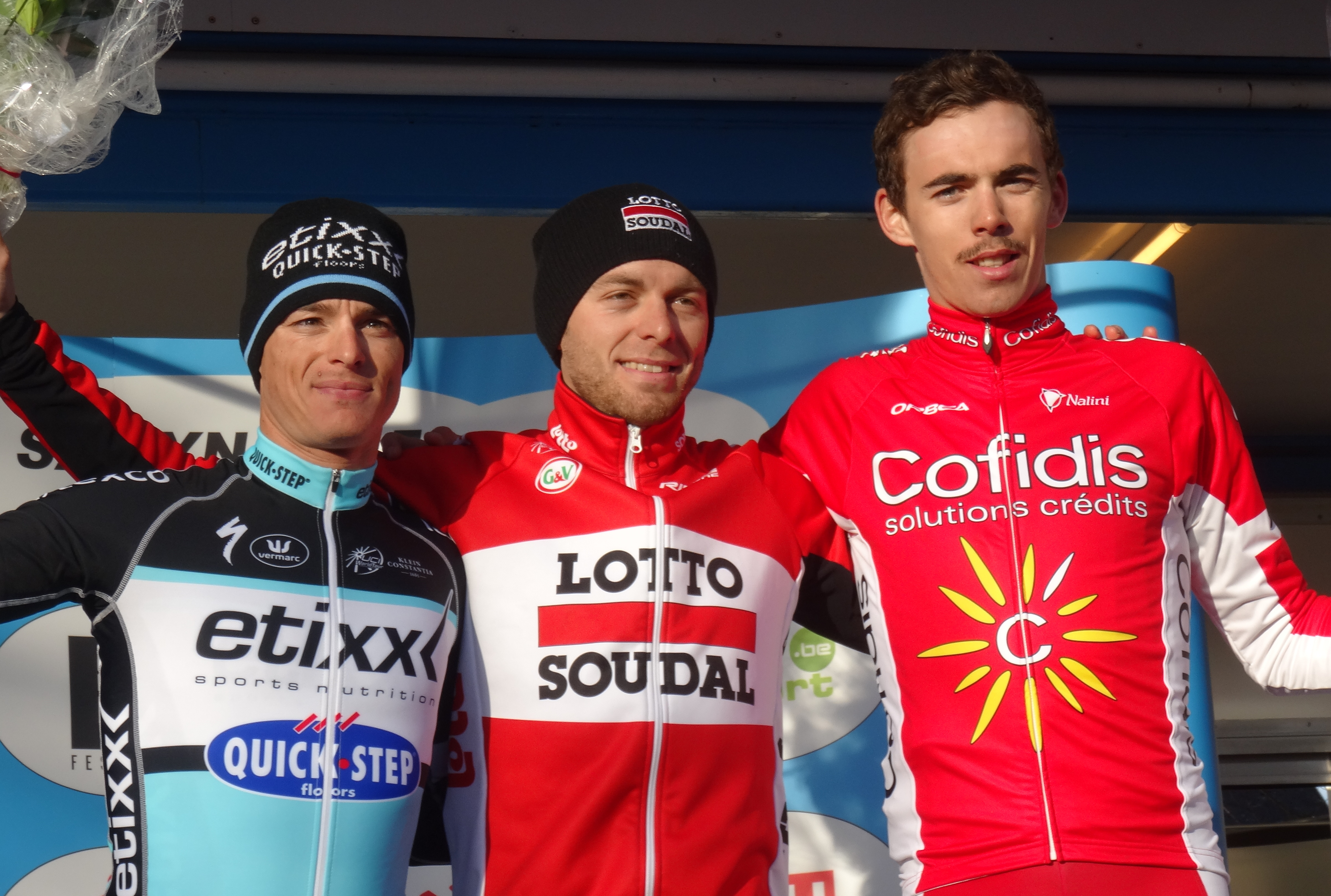
Podium de l'édition 2015 du Samyn : Gianni Meersman (2e), Kris Boeckmans (1er) et Christophe Laporte (3e).
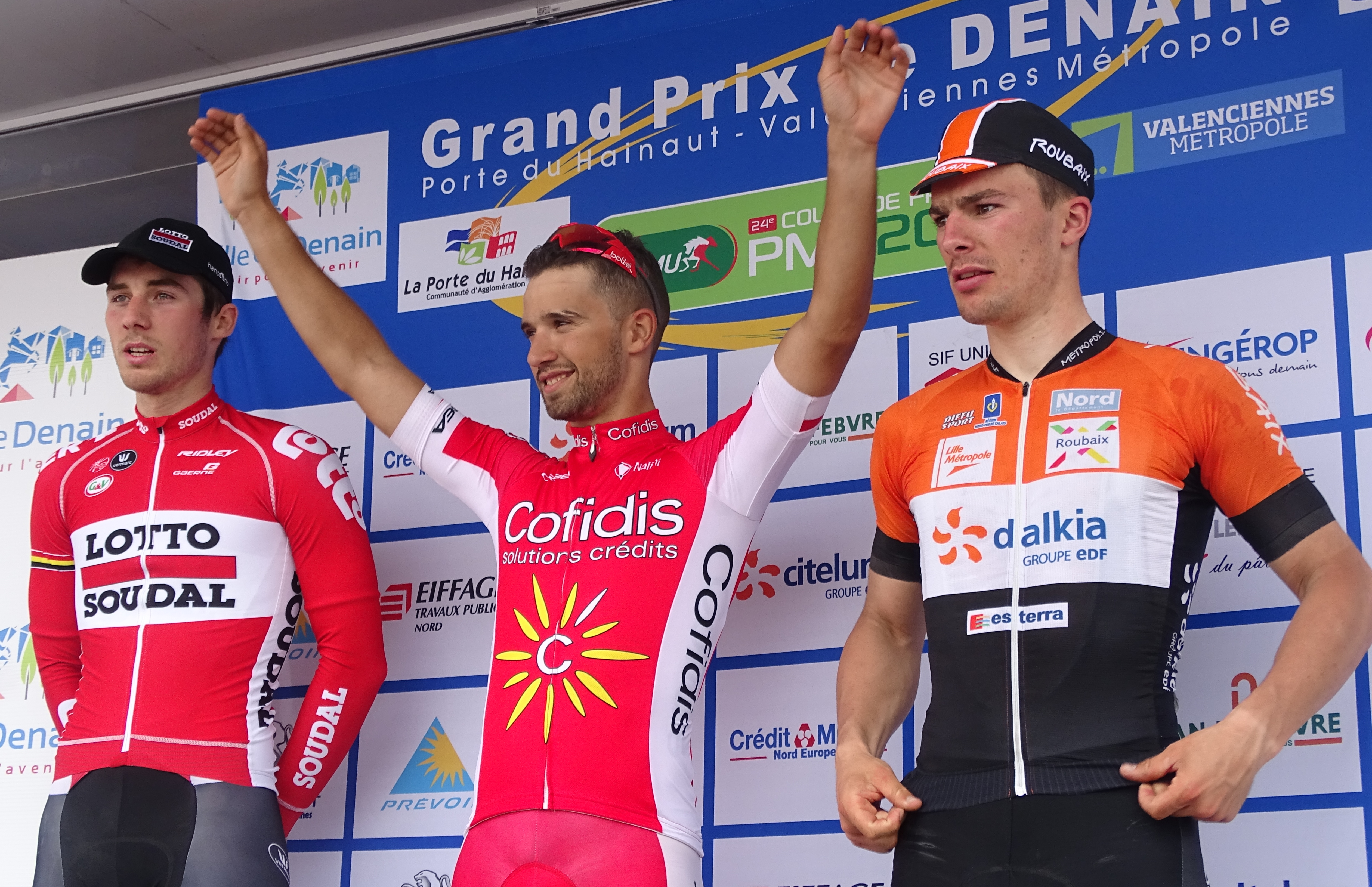
Podium de l'édition 2015 du Grand Prix de Denain : Boris Vallée (2e), Nacer Bouhanni (1er) et Rudy Barbier (3e).
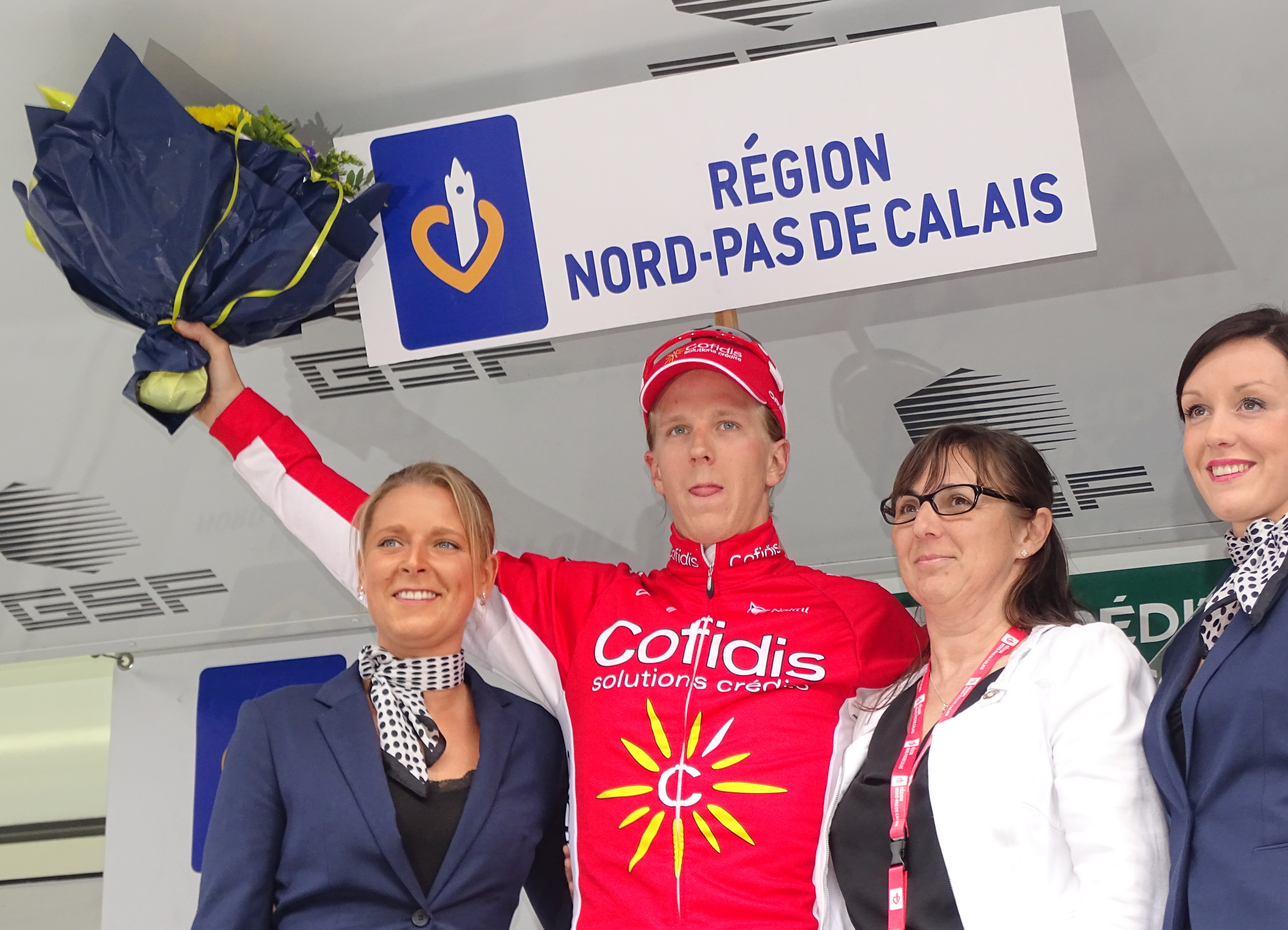
Jonas Ahlstrand, vainqueur de la 2e étape des Quatre Jours de Dunkerque 2015.
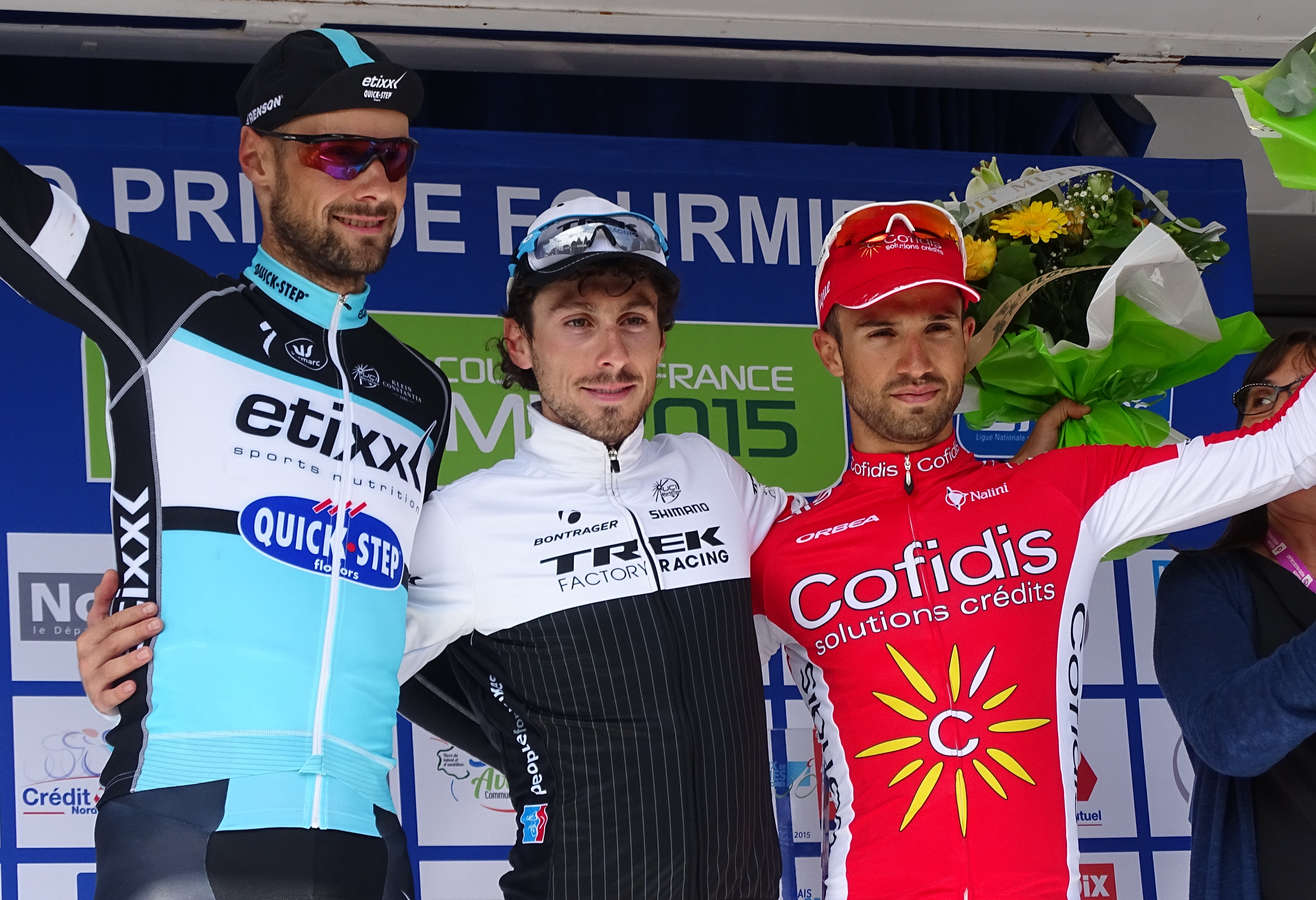
Podium de l'édition 2015 du Grand Prix de Fourmies : Tom Boonen (2e), Fabio Felline (1er) et Nacer Bouhanni (3e).
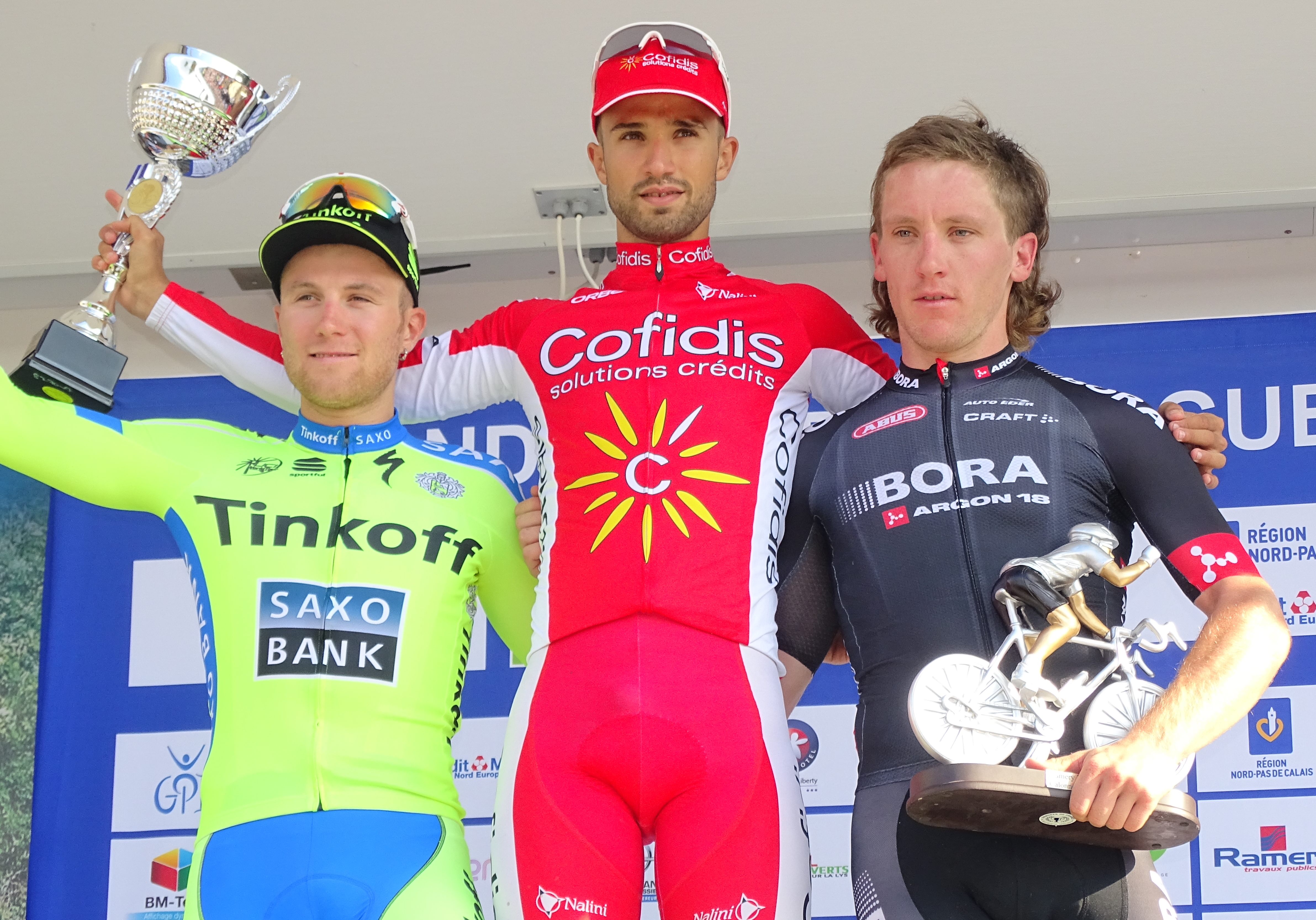
Podium de l'édition 2015 du Grand Prix d'Isbergues : Michal Kolář (2e), Nacer Bouhanni (1er) et Shane Archbold (3e).
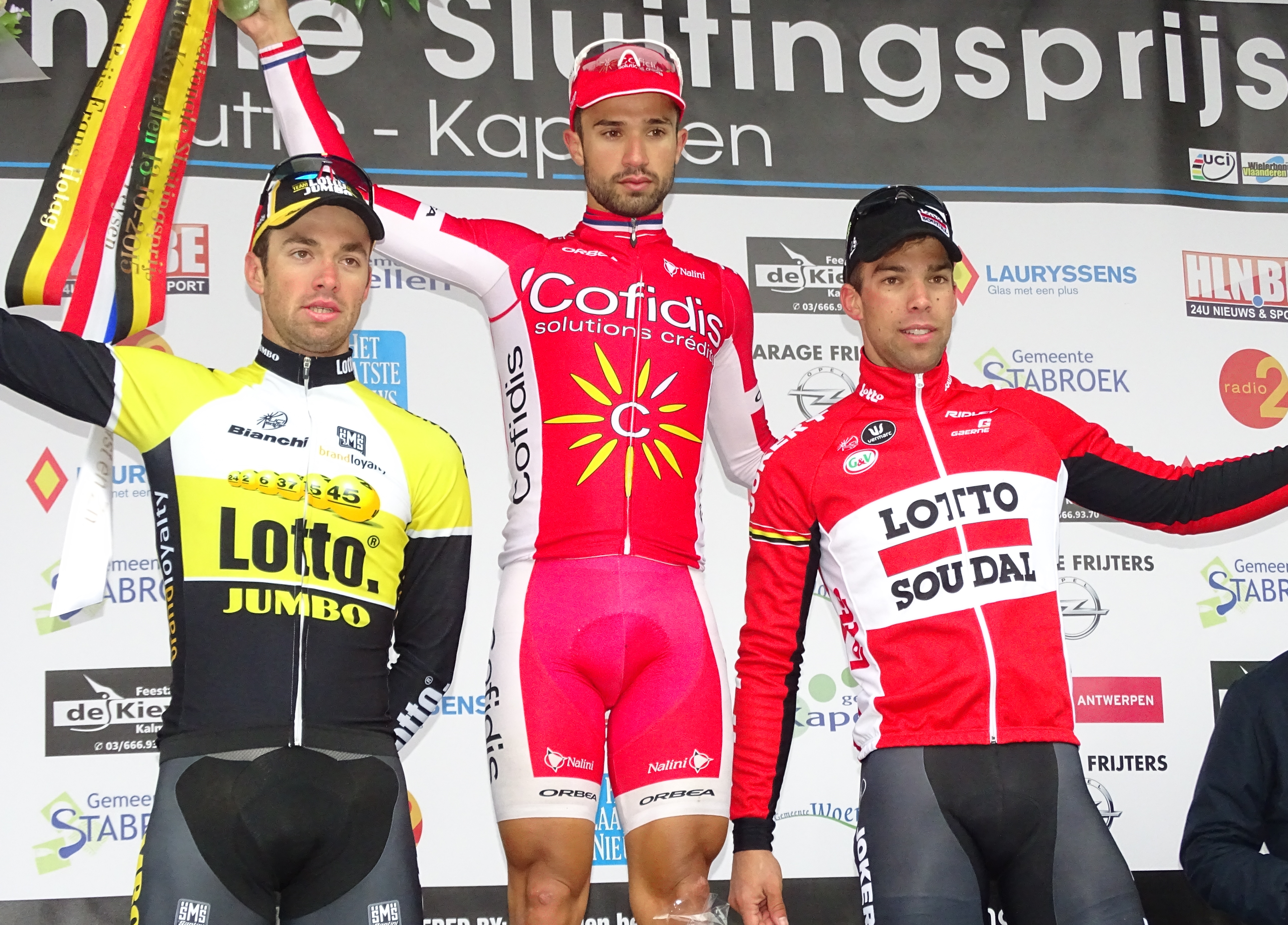
Podium de l'édition 2015 du Prix national de clôture : Tom Van Asbroeck (2e), Nacer Bouhanni (1er et vainqueur de l'UCI Europe Tour 2015 grâce à cette course) et Jens Debusschere (3e).

### Résultats sur les courses majeures
Les tableaux suivants représentent les résultats de l'équipe dans les principales courses du calendrier international dans lesquelles l'équipe bénéficie d'une invitation. Pour chaque épreuve est indiqué le meilleur coureur de l'équipe, son classement ainsi que les accessits glanés par Cofidis sur les courses de trois semaines.

#### Classiques
| Classique            | Milan-San Remo      | Tour des Flandres      | Paris-Roubaix          | Liège-Bastogne-Liège | Tour de Lombardie |
| -------------------- | ------------------- | ---------------------- | ---------------------- | -------------------- | ----------------- |
| Coureur (classement) | Nacer Bouhanni (6e) | Florian Sénéchal (90e) | Florian Sénéchal (17e) | Julien Simon (17e)   | Non invitée       |

#### Grands tours
| Grand tour           | Tour d'Italie | Tour de France        | Tour d'Espagne       |
| -------------------- | ------------- | --------------------- | -------------------- |
| Coureur (classement) | Non invitée   | Luis Ángel Maté (43e) | Daniel Navarro (30e) |
| Accessits            | -             | -                     | -                    |

### Classement UCI

#### UCI America Tour
L'équipe Cofidis termine à la 29e place de l'America Tour avec 40 points. Ce total est obtenu par l'addition des points des huit meilleurs coureurs de l'équipe au classement individuel, cependant seul un coureur est classé,.
| Rang | Coureur        | Points |
| ---- | -------------- | ------ |
| 77   | Anthony Turgis | 40     |